# Вулиця Семена Палія (Нікополь)
Вулиця Семена Палія — вулиця у місті Нікополь. Пролягає від вулиці Патріотів України до провулку Красного.
До вулиці Семена Палія прилучаться провулок Ранковий.

## Історія
У радянські часи отримала на честь російського селекціонера та біолога Івана Мічуріна.
Згідно рішення Нікопольської міської ради № 36-41/VIII від 30 січня 2024 року вулицю Мічуріна перейменовано на честь полковника Фастівського полку Семена Палія.